# کوره‌های عله ج
کوره‌های عله ج مربوط به دوران‌های تاریخی پس از اسلام است و در شهرستان شوشتر، روستای عله بندقیر واقع شده و این اثر در تاریخ ۵ آذر ۱۳۸۰ با شمارهٔ ثبت ۴۲۷۹ به‌عنوان یکی از آثار ملی ایران به ثبت رسیده است.